# Международная плавательная лига
Международная плавательная лига (англ. International Swimming League, ISL}) — ежегодная профессиональная плавательная лига, основанная в 2019 году. Сезон ISL делится на два этапа — регулярная часть (этап), по итогам которой выявляются команды проходящие в финал, и финал, представляющий собой матч четырёх сильнейших команд за право чемпионства. Матчи ISL отличаются высокой интенсивностью заплывов и командным форматом, ставящим коллективные очки клуба в приоритет.

## Формат

### Сезон
Сезон ISL делится на два этапа, первым из которых является регулярная часть (этап). По результатам каждого регулярного матча клубы зарабатывают очки: 4 за первое место в матче, 3 за второе, 2 за третье и 1 за последнее. После проведения всех регулярных матчей очки суммируются, и 4 лучших клуба, набравших наибольшее количество очков, квалифицируются во второй этап сезона — финал. В финале встречаются 4 лучших клуба и выявляют между собой победителя всего сезона посредством одного матча.
| Место в матче | 1-е | 2-е | 3-е | 4-е |
| ------------- | --- | --- | --- | --- |
| Очки          | 4   | 3   | 2   | 1   |

В каждом клубе может быть максимум 32 спортсмена. К участию в матчах допускается 28 пловцов — 12 мужчин и 12 женщин в индивидуальных заплывах, а также двое мужчин и двое женщин в эстафетах.

### Матч
В каждом матче ISL встречаются 4 клуба, в каждом из которых должно быть не более 14 мужчин и 14 женщин, из которых 12 могут выступать индивидуально и 2 — только в эстафетах. Матч проходит 2 дня и состоит из 37 (39 в сезоне 2020) гонок (заплывов): 30 (32) индивидуальных, 5 командных эстафет и 2 гонок с выбыванием (skin race). В каждом из заплывов участвует по два представителя от каждого из клубов. По результатам каждого заплыва начисляются очки: 9 за первое место, 7 — за второе, 6 — за третье, <…>, 1 — за восьмое. Пловцам, не завершившим заплыв, очки не начисляются. В эстафетах очки удваиваются, в то время как в skin race очки начисляются после каждого из трех заплывов.
Очки представителей клубов затем суммируются и добавляются к общему клубному результату. Победа в заплыве не гарантирует максимальное количество клубных очков. Например, представители клуба, занявшие первое и седьмое место, принесут клубу меньше очков чем те, которые заняли 2 и 4 места: 11 и 12 очков соответственно.
Матч выигрывает клуб, набравший максимальное суммарное количество очков во всех 37 (39) заплывах:
| Место в заплыве | 1-е | 2-е | 3-е | 4-е | 5-е | 6-е | 7-е | 8-е | DNF | DSQ | DNS |
| Очки            | 9   | 7   | 6   | 5   | 4   | 3   | 2   | 1   | -2  | -2  | -4  |
| --------------- | --- | --- | --- | --- | --- | --- | --- | --- | --- | --- | --- |

| Место в заплыве | 1-е | 2-е | 3-е | 4-е | 5-е | 6-е | 7-е | 8-е |
| Очки            | 18  | 14  | 12  | 10  | 8   | 6   | 4   | 2   |
| --------------- | --- | --- | --- | --- | --- | --- | --- | --- |

|         | Место в заплыве | DNS | DNF | DSQ | 8-е | 7-е | 6-е | 5-е | 4-е | 3-е | 2-е | 1-е |
| Раунд 1 | Очки            | -4  | -2  | -2  | 1   | 2   | 3   | 4   | 5   | 6   | 7   | 9   |
| Раунд 2 | Очки            | -4  | -2  | -2  |     |     |     |     | 5   | 6   | 7   | 9   |
| Раунд 3 | Очки            | -4  | -2  | -2  |     |     |     |     |     |     | 7   | 9   |
| ------- | --------------- | --- | --- | --- | --- | --- | --- | --- | --- | --- | --- | --- |

Соответственно, остальные клубы занимают места со второго по четвёртое в зависимости от количества очков, набранных в матче. Теоретически, матч может выиграть клуб, представители которого не победили ни в одном заплыве.
В случае, если две или больше команд наберут равное количество по итогам матча, проводится дополнительная смешанная комбинированная эстафета 4×50 м между этими командами. Места, занятые клубами в этой эстафете, определяют окончательный итог матча.

## Клубы
В 2019 году Лига стартовала с 8 клубами: 4 американских и 4 европейских. В 2020 году к ISL присоединились клубы из Канады и Японии, поднимая общее количество команд до 10.
| Команда                   | Город               | Присоединились      | Управляющий           | Главный тренер      |
| Americas Conference       | Americas Conference | Americas Conference | Americas Conference   | Americas Conference |
| ------------------------- | ------------------- | ------------------- | --------------------- | ------------------- |
| D.C. Trident              | Вашингтон           | 2019                | Kaitlin Sandeno       | Cyndi Gallagher     |
| L.A. Current              | Лос-Анжелес         | 2019                | Lenny Krayzelburg     | David Marsh         |
| New York Breakers         | Нью-Йорк            | 2019                | Tina Andrew           | Peter Andrew        |
| Cali Condors              | Сан-Франциско       | 2019                | Jason Lezak           | Gregg Troy          |
| Toronto Titans            | Торонто             | 2020                | Robert Kent           |                     |
| European-Asian Conference |                     |                     |                       |                     |
| Energy Standard           | Париж               | 2019                | Jean-Francois Salessy | James Gibson        |
| London Roar               | Лондон              | 2019                | Rob Woodhouse         | Mel Marshall        |
| Team Iron                 | Будапешт            | 2019                | Dorina Szekeres       |                     |
| Aqua Centurions           | Рим                 | 2019                | Alessandra Guerra     | Matteo Giunta       |
| Tokyo Frog Kings          | Токио               | 2020                | Kosuke Kitajima       |                     |

## Технические правила
В одном матче ISL участвуют четыре клуба данной лиги. Каждый клуб представляет не менее 24 и не более 28 атлетов, из которых от 12 до 14 женщин и от 12 до 14 мужчин.
Стандартный матч ISL проходит в течение двух дней. Каждый матчевый день состоит из трёх 30-35 минутных сессий, разделённых двумя 10 минутными перерывами. Каждый день для клуба выбираются две соседние дорожки путем жребия, после чего представители клуба выступают на этих дорожках до конца дня. Если в первый день клуб выступал на центральных дорожках, то на следующий день он выступает на крайних, и наоборот.
В индивидуальных заплывах каждый клуб представлен двумя атлетами, а в эстафетных — двумя эстафетными составами. Заявки пловцов на заплыв можно менять дважды в день: ко второй минуте первого перерыва и ко второй минуте второго перерыва. Всего за матч проходят 37 (в сезоне 2020 добавляются два заплыва: на 100 метров комплексным плаванием у мужчин и женщин) заплывов, включающих в себя 30 (32) индивидуальных гонок, в которых имеют право участвовать не более 12 мужчин и 12 женщин, 5 обязательных эстафетных гонок, в которых имеют право выступать все участники, и гонки на выбывание, в которых могут выступать только участники индивидуальных заплывов.
Если два и более клубов наберут одинаковое количество очков по окончании матча проводится дополнительная смешанная комбинированная эстафета 4х50 между представителями этих клубов, в которой имеют право участвовать все спортсмены. Результаты этой эстафеты определяют окончательное распределение мест в матче.
| Стиль плавания                    | Дистанция           |
| Вольный стиль                     | 50                  |
| Вольный стиль                     | 100                 |
| Вольный стиль                     | 200                 |
| Вольный стиль                     | 400                 |
|                                   |                     |
| На спине                          | 50                  |
| На спине                          | 100                 |
| На спине                          | 200                 |
|                                   |                     |
| Брасс                             | 50                  |
| Брасс                             | 100                 |
| Брасс                             | 200                 |
|                                   |                     |
| Баттерфляй                        | 50                  |
| Баттерфляй                        | 100                 |
| Баттерфляй                        | 200                 |
|                                   |                     |
| Комплекс                          | 100 (с сезона 2020) |
| Комплекс                          | 200                 |
| Комплекс                          | 400                 |
|                                   |                     |
| Эстафета вольным стилем           | 4x100               |
| Комплексная эстафета              | 4x100               |
| Смешанная эстафета вольным стилем | 4x100               |

По завершении матча, очки между клубами делятся следующим образом:
| Место в матче | 1-е | 2-е | 3-е | 4-е |
| ------------- | --- | --- | --- | --- |
| Очки          | 4   | 3   | 2   | 1   |

### Сезон 2019
Два лучших американских и два лучших европейских клуба с наибольшим количеством очков после регулярного этапа сезона отбираются в Финал. Если два клуба равны по очкам после регулярного этапа, победитель определяется по дополнительным показателям.

### Система начисления очков в заплывах
| Место в заплыве | 1-е | 2-е | 3-е | 4-е | 5-е | 6-е | 7-е | 8-е | DNF | DSQ | DNS |
| Очки            | 9   | 7   | 6   | 5   | 4   | 3   | 2   | 1   | -2  | -2  | -4  |
| --------------- | --- | --- | --- | --- | --- | --- | --- | --- | --- | --- | --- |

| Место в заплыве | 1-е | 2-е | 3-е | 4-е | 5-е | 6-е | 7-е | 8-е |
| Очки            | 18  | 14  | 12  | 10  | 8   | 6   | 4   | 2   |
| --------------- | --- | --- | --- | --- | --- | --- | --- | --- |

|         | Место в заплыве | DNS | DNF | DSQ | 8-е | 7-е | 6-е | 5-е | 4-е | 3-е | 2-е | 1-е |
| Раунд 1 | Очки            | -4  | -2  | -2  | 1   | 2   | 3   | 4   | 5   | 6   | 7   | 9   |
| Раунд 2 | Очки            | -4  | -2  | -2  |     |     |     |     | 5   | 6   | 7   | 9   |
| Раунд 3 | Очки            | -4  | -2  | -2  |     |     |     |     |     |     | 7   | 9   |
| ------- | --------------- | --- | --- | --- | --- | --- | --- | --- | --- | --- | --- | --- |

### Штрафы и наказания
Если атлет (или эстафетная команда) был дисквалифицирован или не закончил заплыв, то очки команде не начисляются, а от командного результата вычитается два очка (4 в эстафетной гонке).
Если атлет (или эстафетная команда) не вышел на старт, то очки команде не начисляются, а от командного результата вычитается 4 очка (8 в эстафетной гонке).

### Гонка на выбывание (skin race)
Гонка на выбывание представляет собой 3 заплыва 50 м вольным стилем, разделенных между собой тремя минутами отдыха. Атлеты имеют право проводить время в бассейне или работать с массажистом в трехминутный период между заплывами. Выбывание после заплывов проходит следующим образом: 4 последних пловца покидают гонку после первого этапа, 2 последних покидают гонку после второго. Таким образом, последний этап представляет собой дуэль двух быстрейших пловцов. Выбывшие из гонки атлеты должны немедленно проследовать в свою соответствующую командную зону.

### Технические нововведения в сезоне 2020
1. Вводится два дополнительных индивидуальных заплыва на 100 метров комплексным плаванием у мужчин и у женщин.
2. Команды-победители комбинированных эстафет у мужчин и женщин после первого дня соревнований определяют стиль плавания гонок на выбывание.
3. Во время гонок на выбывание, в отличие от первого сезона, очки командам начисляются после каждого этапа. После первого этапа каждый участник может получить 1 — 9 очков, после второго 5 — 9 очков, и после третьего 7 или 9 очков.
4. Правило «сплит тайма» (split time): если победитель заплыва опережает некоторых участников заплыва на время больше чем «сплит тайм» для данной гонки, то очки этих участников достаются команде победителя заплыва. -Теоретически, победитель заплыва который опередит всех остальных участников заплыв больше чем на «сплит тайм» (так называемый «джекпот») может принести своему клубу 37 очков в индивидуальном заплыве (индивидуальный «джекпот»), 74 очка в эстафете (эстафетный «джекпот») и 80 очков в гонке на выбывание в случае победы во всех трёх гонках с разницей больше чем «сплит тайм» («скин рейс джекпот»). В случае «джекпот», все три команды-соперницы получают 0 очков. Правило «сплит тайм» не действует на спортсменов которые не вышли на старт, не закончили дистанцию или были дисквалифицированы (за исключением последнего этапа гонки на выбывание). На последнем этапе гонки на выбывание, в случае если один из спортсменов отказался выйти на старт, не закончил гонку или был дисквалифицирован, команде его соперника достаются 7 очков, а его команда подвергается штрафу согласно пункту «штрафы и наказания».

| SPLIT TIMES                       | SPLIT TIMES | SPLIT TIMES | SPLIT TIMES |
| --------------------------------- | ----------- | ----------- | ----------- |
| Бассейн 25м                       |             |             |             |
|                                   | Дистанция   | Мужчины     | Женщины     |
| Вольный стиль                     | 50          | 0.65        | 0.70        |
| Вольный стиль                     | 100         | 1.35        | 1.55        |
| Вольный стиль                     | 200         | 3.00        | 3.40        |
| Вольный стиль                     | 400         | 6.40        | 7.10        |
| Спина                             | 50          | 0.70        | 0.80        |
| Спина                             | 100         | 1.50        | 1.65        |
| Спина                             | 200         | 3.20        | 3.60        |
| Брасс                             | 50          | 0.80        | 0.90        |
| Брасс                             | 100         | 1.70        | 1.90        |
| Брасс                             | 200         | 3.60        | 4.10        |
| Баттерфляй                        | 50          | 0.70        | 0.80        |
| Баттерфляй                        | 100         | 1.50        | 1.65        |
| Баттерфляй                        | 200         | 3.30        | 3.60        |
| Комплексное Плавание              | 100         | 1.55        | 1.70        |
| Комплексное Плавание              | 200         | 3.30        | 3.70        |
| Комплексное Плавание              | 400         | 7.10        | 7.80        |
| Эстафета Вольным Стилем           | 4*100       | 9.00        | 10.00       |
| Комплексная Эстафета              | 4*100       | 10.00       | 11.00       |
| Смешанная Эстафета Вольным Стилем | 4*100       | 10.00       | 10.00       |

### Самый ценный пловец (MVP)
После каждого матча и по окончании сезона выбирается самый ценный пловец, принесший наибольшее количество очков за матч (сезон) своей команде.

## Бюджет
Бюджет 2019 сезона ISL составил более 20 миллионов долларов, из которых более 5 млн долларов составили призовые атлетов и их бонусы.

## Сезонные результаты
В сезоне 2019 финал состоялся в Mandalay Bay resort, Las Vegas.
| Сезон | Чемпион         | 2-е место       | 3-е место           | 4-е место  |
| ----- | --------------- | --------------- | ------------------- | ---------- |
| 2019  | Energy Standard | London Roar     | Cali Condors        | LA Current |
| 2020  | Cali Condors    | Energy Standart | London Roar (англ.) | LA Current |

Сара Шестрем завоевала звание сильнейшего пловца в сезоне 2019.
Калеб Дрессел завоевал звание сильнейшего пловца в сезоне 2020.